# Cal Pau Marussella
Cal Pau Marussella és una casa de Solsona protegida com a Bé Cultural d'Interès Local.

## Descripció
Edifici de 1915 de tres façanes, baixos i dues plantes. Les façanes són de pedra irregular i als baixos hi ha tres portalades de fusta amb ornaments florals. A la primera planta hi ha balcons centrals, les finestres laterals i una tribuna a cada cantonada. A la segona hi ha tres eixos de finestres agrupades de tres en tres. L'edifici va ser projectat per Isidre Puig Boada amb decoracions de caràcter modernista com els balcons ondulats i les baranes onamentades.